# Manuel Iborra
Pour les articles homonymes, voir Iborra et Martinez.
Manuel Iborra Martínez, né à Alicante en 1952, est un réalisateur de cinéma espagnol.

## Biographie
Il étudie à l'Université Complutense de Madrid, d'où il sort diplômé.
Il épouse en 1981 l'actrice Verónica Forqué.
Le couple a une fille, María Clara Iborra Forqué, artiste peintre et actrice, qui a joué dans The LeftLovers.